# 潘大儒
潘大儒（1577年—1613年），字漢門、需之，號含赤，南直隸松江府上海縣人，竈籍，明朝政治人物。

## 生平
辛卯應天府鄉試九十八名舉人，萬曆三十八年庚戌科會試七十八名，第三甲第二百三十四名進士。吏部觀政，本年給假，丁外艱，萬曆四十一年（1613年）授中書舍人，卒。

## 家族
曾祖潘鈇；祖潘梓，散官；父潘允文；母葉氏。嚴侍下。從兄潘伯翀（隆慶辛未進士）；潘伯䎂（萬曆丙午舉人）。弟大倫；大任；大俊；大伸；大傑；大佐；大傳。子潘昇。